# Sylhet (district)
Sylhet (bengali : সিলেট, Sylheti: ꠍꠤꠟꠐ) est un district du Bangladesh. Il est situé dans la division de Sylhet. La ville principale est Sylhet.

Dans la forêt marécageuse de Ratargul, Sylhet
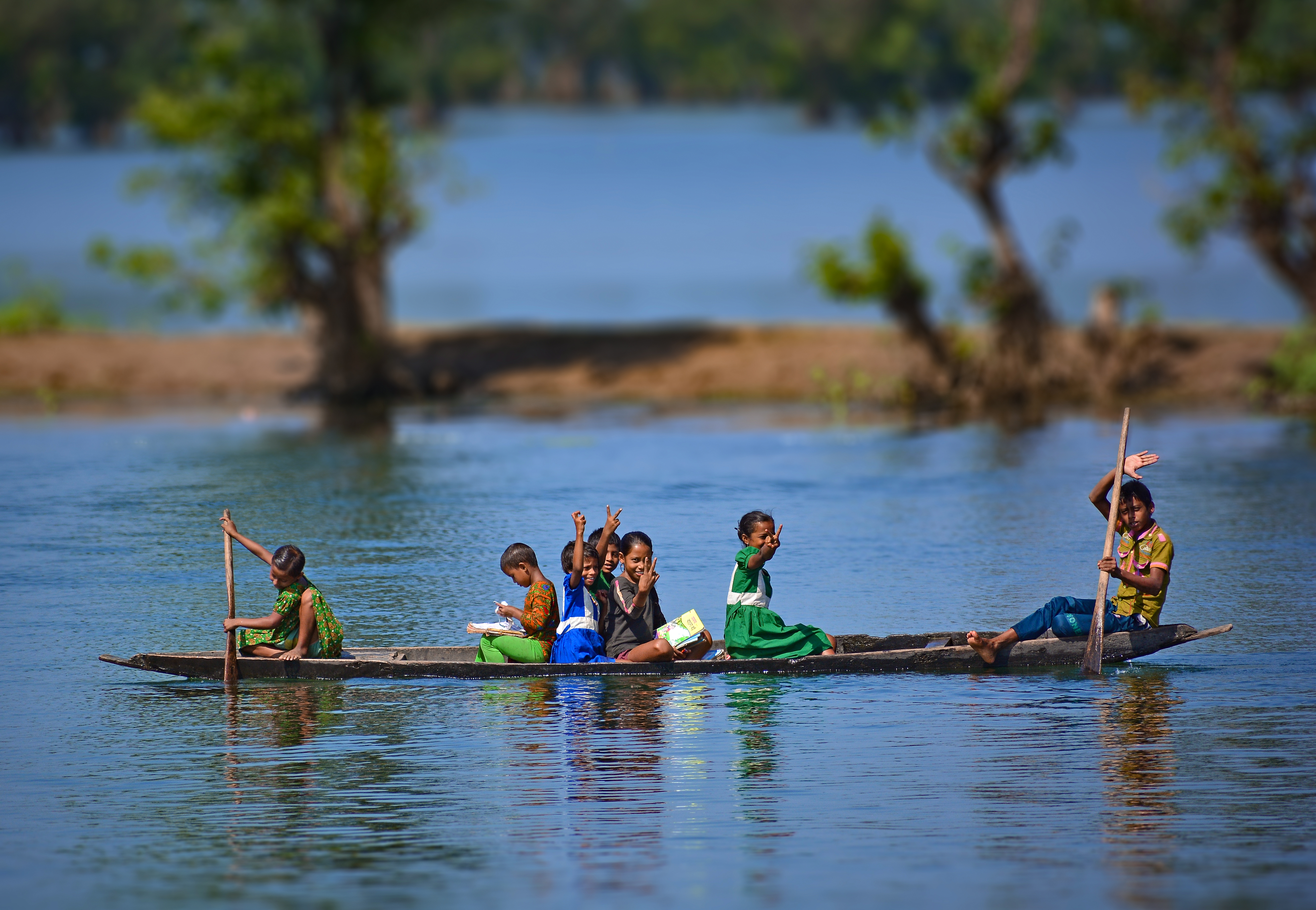
Ratargul, enfants dans un bateau naviguant sur la rivière Shari-Goyain. Novembre 2017.
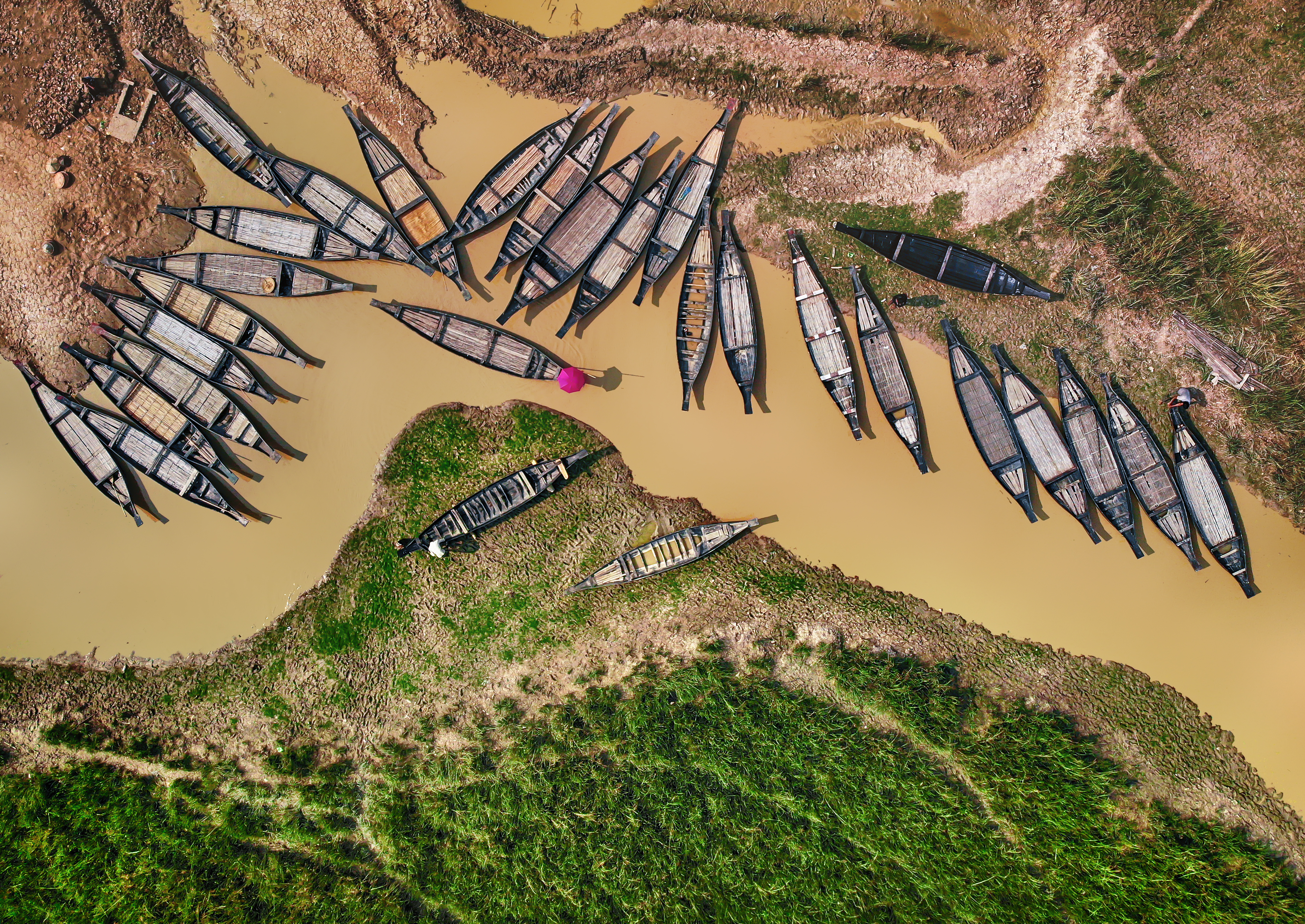
Bateaux de bois à quai sur la rivière Gowain, Ratargul. Octobre 2018.
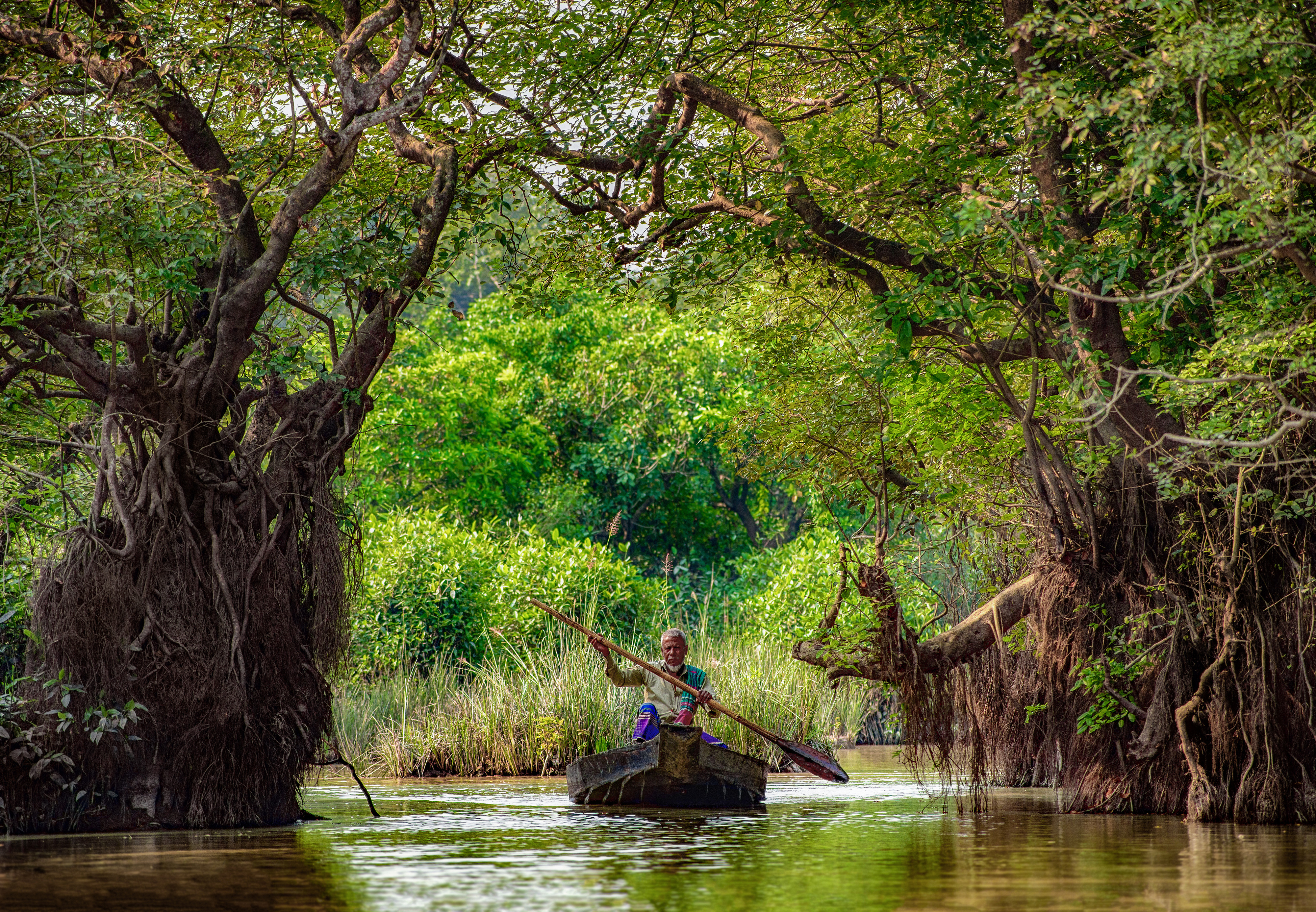
Ratargul (voir রাতারগুল জলাবন (bn)). Octobre 2018.
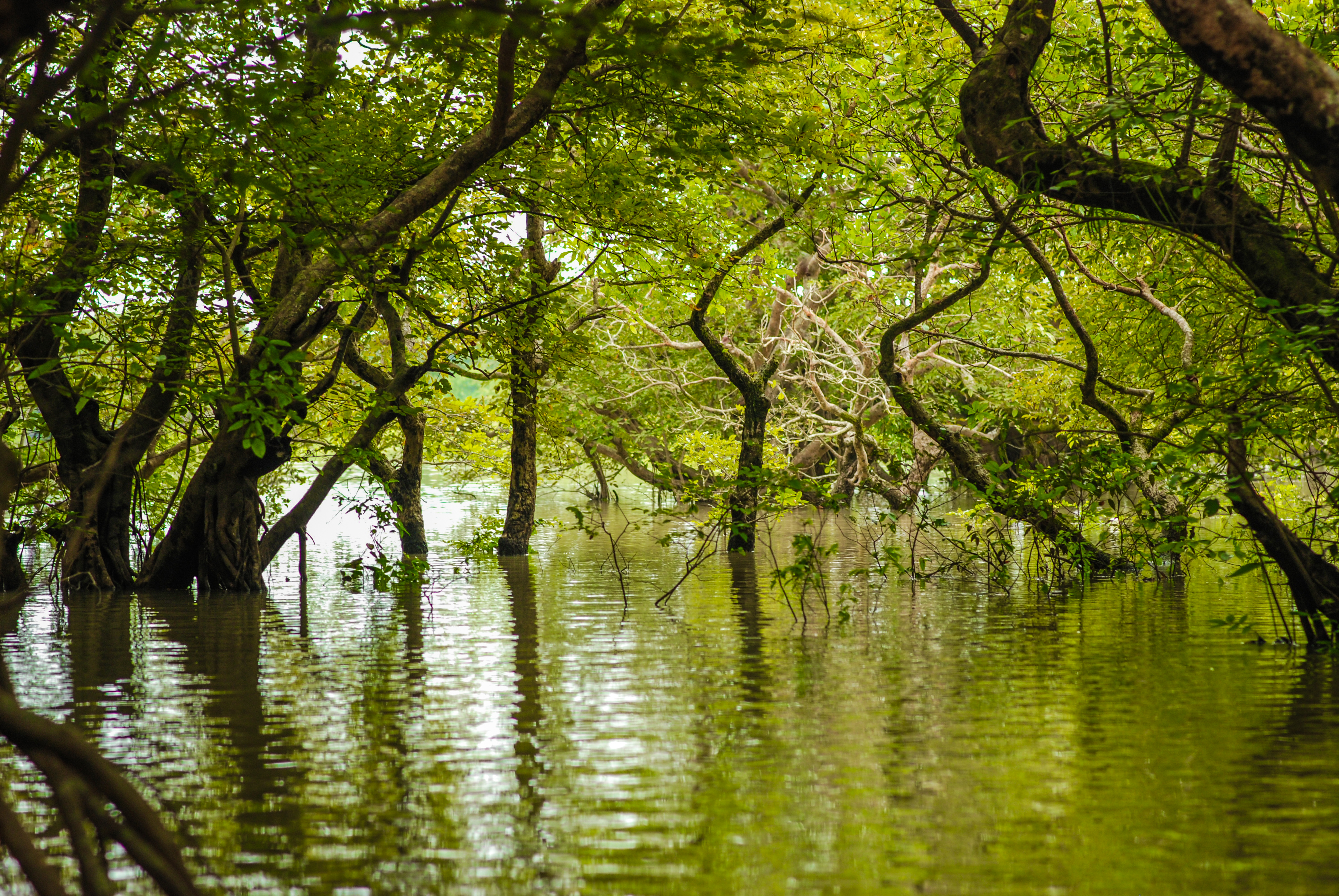
Ratargul. Septembre 2018.